# Limodorum rubriflorum
Limodorum rubriflorum là một loài thực vật có hoa trong họ Lan. Loài này được Bartolo & Pulv. mô tả khoa học đầu tiên năm 1999.